# Castamir
Castamir el Usurpador (nombre quenya del que sólo puede traducirse su segundo elemento casta+mir=¿casta?+‘joya’) es un personaje ficticio que forma parte del legendarium creado por el escritor británico J. R. R. Tolkien y cuya historia es narrada en los apéndices de la novela El Señor de los Anillos. Es el vigésimo segundo rey de Gondor, hijo de Calimehtar y hermano menor de Rómendacil II.

## Historia ficticia
Nació en el año 1259 de la Tercera Edad. Castamir era un importante capitán de barcos, residente en Pelargir, que en el año 1430 T. E. (aprox.), cuando reinaba Valacar, encabezó a un grupo importante de nobles gondorianos que se opusieron al rey, por considerar que iba contra los sentimientos y los intereses de Gondor que el heredero de la corona tuviese la sangre mezclada. Esto se debía al hecho de que Eldacar, hijo de Valacar, era producto de la unión entre un dúnadan y una mujer de una raza menor, puesto que Vidumavi, su madre, pertenecía a los hombres del Norte. Fue por esta razón que se inició la Lucha entre Parientes.
La rebelión contra Eldacar, que había subido al trono en 1432 T. E., tuvo su éxito cuando Castamir, en el año 1437 T. E., derrotó al rey, tomó la capital del reino, Osgiliath, y usurpó el trono de Gondor. De allí que recibe el sobrenombre de «El Usurpador».
Ya en la toma de Osgiliath Castamir demostró que era una persona cruel, puesto que había destruido prácticamente toda la ciudad y había producido matanzas innecesarias; además, ejecutó al hijo mayor de Eldacar, Ornendil, por lo que su reinado fue muy cuestionado desde el principio.
Castamir hizo caso omiso de los reclamos de los nobles y habitantes de las provincias del interior de Gondor, como Ithilien y Anórien, que le reclamaban más atención a los «asuntos de la tierra» y cuando vieron «que sólo pensaba en las flotas, y que se proponía mudar el sitio del trono a Pelargir». Fue así que en el año 1447 T. E., Eldacar regresó a Gondor al mando de un gran ejército de hombres del Norte, al que se le unieron los feudos de Ithilien y Anórien y luchó contra Castamir en la batalla de los Cruces del Erui. El mismo Eldacar mató a El Usurpador y puso sitio a la ciudad costera de Gondor. Este había reinado tan solo diez años.
En el año 1448 T. E., sus descendientes rompieron el sitio de Pelargir y con la mayor parte de la flota de Gondor huyeron a Umbar. Encontraron allí que la mayoría de la población los apoyaba e instalaron un reino en el exilio, hicieron trato con los haradrim y hostigaron a Gondor durante muchos siglos.